# Charles Sorel
Charles Sorel (París, c. 1600 - íd., 7 de marzo de 1674) fue un escritor, historiador y crítico literario del Grand Siècle francés.

## Biografía
Su fecha de nacimiento en París ha sido muy discutida (1582, 1597, 1599 o 1602, incluso), pero existe consenso en que debió ser más o menos muy a fines del XVI y principios del XVII. Su padre era un 
magistrado en un lugar de Picardía que se estableció en París como fiscal del Parlamento y se casó con una hermana de Charles Bernard, lector de Luis XIII y primer cronista de Francia. De ella tuvo dos hijos: el escritor Charles, y Françoise. 
Charles Sorel fue señor de Souvigny y debió de frecuentar los círculos libertinos, ya que participó en 1623 en la composición del libreto del Ballet des Bacchanales junto con Théophile de Viau, Boisrobert, Saint-Amant y Du Vivier. Auténtico polígrafo, alternó la literatura con la erudición y en 1635 sustituyó a su tío Charles Bernard, fallecido, como cronista de Francia; pero Colbert suprimió este y otros empleos en 1663 y sus ya cortos ingresos le obligaron a vender la casa familiar y a retirarse junto a uno de sus sobrinos, Simon de Riencourt, autor de un Abrégé chronologique de l'Histoire de France (1665). Falleció en 1674 como un buen cristiano, habiendo renegado al parecer de las ideas libertinas de su juventud.
Fue un escritor fecundo; como narrador se ocultó la mayor parte de las veces tras varios pseudónimos y se inspiró en la tradición boccacciana de los novellieri y en Miguel de Cervantes, haciendo avanzar bastante el género el Francia. Compuso novelas como, en 1621, L'Histoire de Cléagénor et de Doristée y en 1622 la colección Le Palais d'Angélie. Más importantes son las cinco largas novelas incluidas en Narraciones francesas (1623) y sobre todo la novela picaresca Verdadera historia cómica de Franción (1623), ampliada en diversas ediciones de sus siete libros originales a once y a doce. En esta obra maestra suya satiriza cómicamente a la sociedad de su tiempo y se burla de las narraciones heroicas; algo parecido realiza en la curiosa El pastor extravagante (1627), en algunas ediciones llamada Antinovela, pues ataca y parodia el género de la novela pastoril que había puesto de moda la interminable L'Astrée de Honoré d'Urfé. En 1640 publicó con su nombre verdadero una novela alegórica, La Solitude ou l'Amour philosophique de Cléomède, especie de adaptación narrativa de su La Science universelle, que también tiene algo de reivindicación de los discutibles orígenes nobles del autor. Volvió al género narrativo en 1642 con La Maison des jeux y otra novela cómica, su Polyandre (1648), una crítica de la sociedad parisina que quedó inacabada.
Sus intentos eruditos van encabezados por La Science universelle, esbozo demasiado ambicioso y pedante de una enciclopedia de todo el saber que alcanzó cuatro volúmenes y un cierto éxito. Se muestra en él ya una cierta metodología racionalista y crítica, precursora de la Ilustración e inspirada en Francis Bacon, a la hora de mirar al pasado; se burla del escolasticismo y de la ingenua credulidad, así como de las imposturas que puede generar; para ello el sabio, según él, debería tener dos principios: la razón y la experiencia. Pero el autor no aplica lo que recomienda y se muestra él mismo ingenuo y lleno de lagunas desde el punto de vista científico y, por ejemplo, le parecen "filósofos vulgares" los que atribuyen las mareas a la acción de la Luna y se burla del heliocentrismo de Copérnico porque prefiere la doctrina de la iglesia católica. Por demás, considera que el estudio de la historia debe someterse al mismo método en su Advertissement sur l’Histoire de la monarchie française, Paris, Claude Morlot, 1628 y dejó diversas monografías históricas, entre ellas una Defensa de los catalanes (1642) que justifica la secesión de Cataluña de la corona española durante el reinado de Felipe IV y su asimilación a la francesa.
Como bibliógrafo y crítico literario, dejó testimonio de sus conocimientos en una Biblioteca francesa (1664) y Del conocimiento de los buenos libros (1671).

## Obras
La bibliografía de Charles Sorel fue establecida por Émile Roy en su La vie et l'œuvre de Charles Sorel (Paris, Hachette, 1891, reimpreso en Genève, Slatkine reprints, 1970), si bien algunas atribuciones son bastante poco rigurosas y arbitrarias. Se recogen aquí las justificadas.
- L'"Advertissement sur ce livre, et sur quelques choses qui en dependent" que concluye el tomo I de La Science Universelle en sus tres primeras ediciones (1634, 1641, 1647),
- "L’ordre et l’examen des livres attribuez à l’autheur de la Bibliothèque françoise" incluido en La Bibliothèque française (1664, 1667).
- Histoire amoureuse de Cléagénor et de Doristée. Contenant leurs diverses fortunes avec plusieurs autres estranges avantures arrivées de nostre temps, disposées en quatre livres,  Paris, Toussainct Du Bray, 1621.
- Le palais d’Angélie, Paris, Toussainct du Bray, 1622.
- Nouvelles françaises où se trouvent divers effets de l'amour et de la fortune, Paris, Pierre Billaine, 1623.

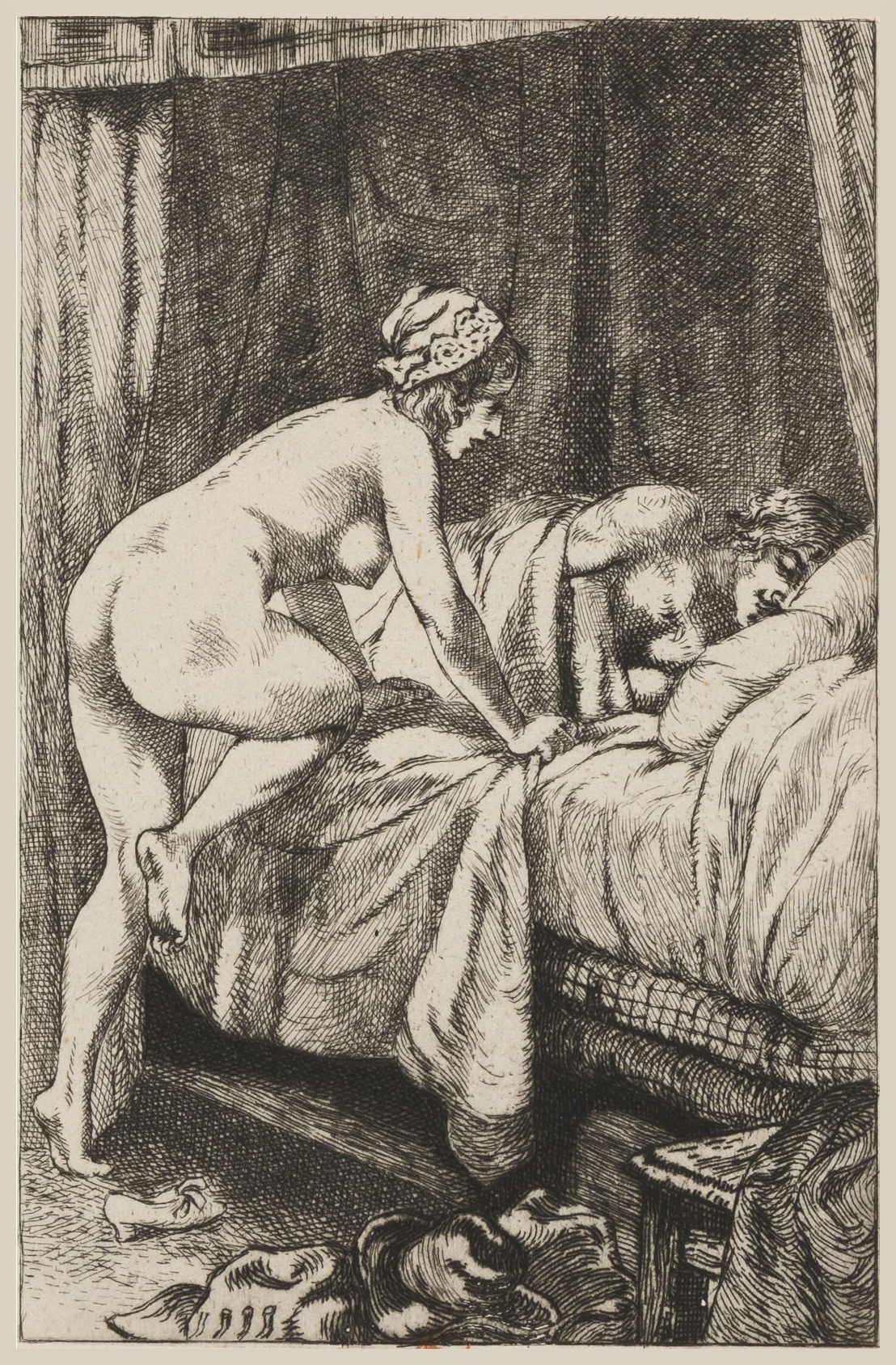
La vraye Histoire comique de Francion, ilustración de Martin van Maële

- L'Histoire comique de Francion, Paris, Pierre Billaine, 1623. Hubo otra edición aumentada en 1626, y de nuevo en 1633. En esta última se titula La vraie histoire comique de Francion y aparece bajo el nombre de Nicolas de Moulinet, "sieur du Parc".
- L'Orphise de Chrysante, Paris, Toussainct Du Bray, 1626.
- Le Berger extravagant, Paris, Toussainct Du Bray, (3 vols) 1627-1628. Reeditada con el título de Anti-Roman en 1633, Paris, Toussainct Du Bray. Texto en línea
- Advertissement sur l’Histoire de la monarchie française, Paris, Claude Morlot, 1628,
- Histoire de la monarchie française où sont descrits les faicts memorables & les vertus heroïques de nos anciens rois, Paris, Claude Morlot, 1629. 2.ª ed. Paris, Louys Boulanger, 1630.
- Suite et conclusion de la Polyxene, François Pomeray et Toussaint Du Bray, 1632.[6]
- Nouveau recueil de lettres, harangues, et discours différents, François Pomeray, 1630.[7]
- Pensées chrétiennes sur les commandements de Dieu, Paris, Jean Jost, 1634.
- La vraye suite des adventures de la Polyvene du feu sieur de Moliere, Suivie & concluë sur ses memoires, Paris, Anthoine de Sommaville, 1634.
- La science des choses corporelles, Paris, Pierre Billaine, 1634. Se trata del primer tomo de La Science Universelle.
- Des Talismans ou Figures faites sous certaines constellations... tiré de la seconde partie de la Science des choses corporelles, par le sieur de l'Isle, Paris, Antoine de Sommaville, 1636.
- Segundo tomo de La Science Universelle aparecido bajo el título de Première partie de la Science universelle, contenant la science des choses corporelles, qui est la vraie physique, Paris, Pierre Billaine, 1637. Comporta la segunda parte de la obra La science des choses spirituelles.
- La science universelle de Sorel, où il est traité de l’usage et de la mélioration de toutes les choses du monde, Troisième volume, Paris, Toussaint Quinet, 1641. Los tres primeros vols. de la Science universelle se reeditaron en 1647.
- La perfection de l'âme, dans laquelle on trouve celle de la volonté par la morale practique [...] Quatriesme volume et conclusion de la science universelle de Sorel, Paris, Toussaint Quinet, 1644. Una última edición de las cuatro partes apareció en 1668.
- La solitude et l’amour philosophique de Cléomède, Premier sujet des Exercices Moraux de M. Ch. Sorel, Conseiller du Roy & Historiographe de France, Paris, Antoine de Sommaville, 1640.
- La défense des Catalans, Paris, Nicolas de Sercy, 1642.
- Remonstrance aux peuples de Flandre. Avec les droicts du Roy sur leurs Provinces, Paris, Nicolas de Sercy, 1642.
- La Fortune de la Cour, ouvrage curieux tiré des Mémoires d'un des principaux Conseillers du duc d'Alençon, frère du Roy Henri III, Paris, Nicolas de Sercy, 1642.
- La Maison des jeux, Paris, Nicolas de Sercy, 1642.
- Les Loix de la Galanterie, en Recueil des pièces les plus agréables de ce temps, Paris, Nicolas de Sercy, 1644. Reedición de Les Loix de la Galanterie : Aubry, Paris, 1855. Texto en línea:  y

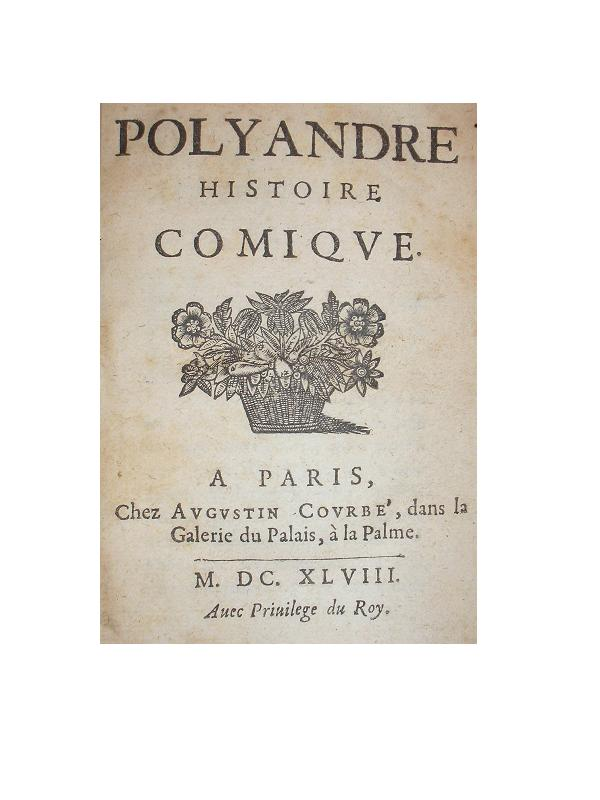
Charles Sorel :
Polyandre (1648)

- Polyandre, Histoire Comique, Paris, Veuve Sercy / Augustin Courbé, 1648.[8]
- Discours sur l'Académie françoise establie pour la correction et l'embellissement du langage, pour sçavoir si elle est de quelque utilité aux particuliers et au public, et où l'on voit les raisons de part et d'autre sans déguisement, Paris, Guillaume de Luyne, 1654.
- De la perfection de l'homme, où les vrays biens sont considérez, et spécialement ceux de l'âme, avec les méthodes des sciences, Paris, Robert de Nain, 1655.
- Description de l'Isle de portraiture et de la ville des portraits, Paris, Charles de Sercy, 1659.
- Relation véritable de ce qui s'est passé au royaume de Sophie, depuis les troubles excités par la rhétorique et l'éloquence. Avec un discours sur la Nouvelle Allégorique, Paris, Charles de Sercy, 1659.
- L'Histoire de la monarchie française sous le règne du roy Louis XIV, contenant tout ce qui s'est passé de plus remarquable entre les couronnes de France et d'Espagne, et autres païs estrangers, Paris, Jean-Baptiste Loyson, 1662.
- Chemin de la fortune ou les bonnes règles de la vie pour acquérir des richesses en toute sorte de conditions et pour obtenir les faveurs de la cour, les honneurs et le crédit, Entretiens d'Ariste sur la vraye science du monde, Paris, Jean-Baptiste Loyson, 1663.
- Oeuvres diverses, ou Discours meslez, Paris, Compagnie des libraires du Palais, 1663.
- La bibliothèque française, Paris, Compagnie des libraires du Palais, 1664. 2.ª ed. en 1667.
- Divers traités sur les droits et les prérogatives des Roys de France, Tirez des Memoires Historiques & Politiques De M. C. S. S. D. S. , Paris, Compagnie des Marchands libraires du Palais, 1666.
- De la connoissance des bons livres, ou Examen de plusieurs autheurs, Paris, André Pralard, 1671.
- Les récréations galantes, contenant : Diverses questions plaisantes... le Passe-temps de plusieurs petits jeux ; quelques enseignes en prose ; le Blazon des couleurs ; l'Explication des songes ; et un Traité de la phisionomie, suite et II. partie de la Maison des jeux, Paris, Etienne Loyson, 1671.
- L'histoire des pensées, mêlée de petits jeux, nouvelle galante, Paris, Etienne Loyson, 1671.
- De la prudence ou des bonnes règles de la vie pour l'acquisition, la conservation et l'usage légitime des biens du corps et de la fortune, et des biens de l'âme..., Paris, André Pralard, 1673.

### Ediciones modernas
- Histoire comique de Francion, en Romanciers du XVIIe, ed. de Antoine Adam, Gallimard, Pléiade, 1958.
- Histoire comique de Francion, ed. de Fausta Garavini en Folio classique, 1996.
- La Soeur jalouse, extraída de las Nouvelles françaises ha sido publicada por Roger Guichemerre en Dom Carlos et autres nouvelles françaises du XVIIe, folio classique, 1995.